# Sevedskvarn
Sevedskvarn är området för en numera riven vattenkvarn, i Dalälvens vattenfåra mellan Mattön och det uppländska fastlandet, söder om Österfärnebo och Gysinge. Vattenfåran utgör gräns mellan Gästrikland och Uppland. I strömfåran ligger flera mindre öar som Grimsholmen, Grimmen, Skabbholmen, Lars-Olsholmen, Kvarnholmen, Leholmen, Nötholmen och Långholmen.
En gränsdragningsförrättning skedde redan 1312, och troligen passerade gränsen här redan då, även om inget av de gränsmärken som omtalas kan identifieras med några av dem som senare har legat på denna plats. Gränsmärken längre norrut och söderut kan dock identifieras. Vid en gränsrannsakning 1500 rannsakas åter gränsen varvid gränslinjen från 1314 godkänns, med tillägg av ett gränsmärke på Grimsholmen i forsen vid Sevedskvarn.
1749 fanns både kvarn och en vattendriven såg här. Namnet Sevedskvarn kommer från en kvarn som fogden Seved Tigerhielm på Lindsbro lät bygga 1774. Äldsta belägget för namnet Sevedskvarn på samma kvarnbyggnad förekommer först 1850. Kvarnen lades ned 1918.
Kvarnområdet har efter gammalt tillhört byn Mälby i Nora socken. Redan i det äldsta belägget från 1397 fanns här en kvarn.